# The Dubliners
The Dubliners (en español Los Dublineses) es un grupo musical de folk irlandés fundado en Dublín en 1962. Sus miembros originales fueron Ronnie Drew (voz, guitarras), Luke Kelly (voz, banjo, guitarra), Barney McKenna (banjo), Ciaran Bourke (flauta irlandesa, armónica, guitarra, voz) y John Sheahan (violín y flauta irlandesa). 
La banda comenzó con el nombre de The Ronnie Drew Ballad Group en honor a su miembro fundador para posteriormente renombrarse como The Dubliners por la influencia del libro de relatos de James Joyce (Dublineses), que en ese momento estaba leyendo Luke Kelly.  
La alineación del grupo ha visto muchos cambios a lo largo de sus cincuenta años de carrera. Sin embargo, el éxito del grupo estuvo centrado en sus cantantes principales, Luke Kelly y Ronnie Drew, ambos ya fallecidos. 
El grupo fue asiduo de la escena folk tanto en Dublín como en Londres durante los primeros años de la década de 1960, hasta que firmaron con el sello Minor Major Records en 1965 gracias al respaldo de Dominic Behan. Recibieron amplia cobertura radiofónica en Radio Caroline y finalmente aparecieron en el programa de televisión "Top of the Pops" en 1967 con sus éxitos Seven Drunken Nights y Black Velvet Band.  
La banda cosechó un éxito internacional con sus alegres canciones de folk irlandés, baladas tradicionales e instrumentales. A menudo interpretaban canciones consideradas controvertidas en ese momento, recibiendo críticas de algunos puristas del folk y de la cadena de radiotelevisión irlandesa RTÉ, donde estuvieron extraoficialmente prohibidos entre 1967 y 1971. 
En esa época, la popularidad de la banda comenzó a extenderse por toda Europa y aparecieron en The Ed Sullivan Show (Estados Unidos). El éxito del grupo se mantuvo durante la década de 1970 y sus colaboraciones con The Pogues les llevaron a entrar en las listas de éxitos de sencillos en un par de ocasiones.
The Dubliners fueron fundamentales en la popularización de la música folk irlandesa en Europa aunque no pudieron superar en éxito a The Clancy Brothers y Tommy Makem en los Estados Unidos. Influyeron a varias generaciones de bandas irlandesas y su legado puede apreciarse en la música de The Pogues, Dropkick Murphys y Flogging Molly. Son enormemente respetados en su país, donde las versiones de las baladas tradicionales irlandesas interpretadas por Luke Kelly y Ronnie Drew son consideradas ampliamente como las definitivas. 
En 2012, celebraron sus 50 años juntos convirtiéndose en uno de los grupos musicales más perdurables e influyentes del siglo XX en Irlanda. Ese mismo año, recibieron el premio a toda una carrera por parte de la BBC 2. La banda anunció su retiro para el otoño de 2012, después de 50 años de trabajo y tras la muerte de otro de sus miembros fundadores, Barney McKenna.
Sin embargo, los miembros supervivientes del grupo, con la excepción de John Sheahan, planearon una gira para 2013 bajo los nombres de Cannon, Campbell, Watchorn and O'Connor o The Spirit of the Dubliners.

## Formación e historia
The Dubliners, inicialmente conocidos como The Ronnie Drew Ballad Group, nacieron en 1962 y se hicieron un nombre tocando regularmente en O'Donoghue's Pub, en Dublín. El cambio de nombre se produjo por el desacuerdo con el mismo del propio Drew y por el hecho de que Kelly estaba leyendo en aquella época Dublineses, de James Joyce. Los miembros fundadores fueron Ronnie Drew, Luke Kelly, Ciaran Bourke y Barney McKenna.
Drew, McKenna y Thomas Whelan se habían reunido con anterioridad para un concierto de recaudación de fondos y habían continuado colaborando en una revista teatral con el cómico irlandés John Molloy en el Gaiety Theatre (Dublín), en la que solían cantar entre las diferentes actuaciones.
Antes de unirse al grupo a tiempo completo, Luke Kelly estuvo tocando en clubs de folk ingleses, como el Jug o'Punch (Birmingham), propiedad del cantante folk Ian Campbell.
El grupo tocó en el Festival de Edimburgo en 1963, lo que les llevó a participar en un programa de la BBC llamado Hootenanny. Estas actuaciones les ayudaron a conseguir un contrato con "Transatlantic Records", con quien grabaron su primer álbum, llamado simplemente "The Dubliners". También grabaron su primer sencillo, incluyendo en él "Rocky Road to Dublin" y "The Wild Rover".
Drew pasó algún tiempo durante su juventud en España, donde aprendió a tocar la guitarra española, usándola para acompañar sus canciones con el grupo. Drew dejó la banda en 1974 para pasar más tiempo con su familia y fue reemplazado por Jim McCann. Regresó al grupo cinco años después, para volver a dejarlo de nuevo en 1995. Ronnie Drew murió en el "St. Vincent's Private Hospital", en Dublín, el 18 de agosto de 2008 tras una larga enfermedad. Paddy Reilly tomó el lugar de Drew en 1995. Entre las contribuciones de Drew al grupo destaca el exitoso sencillo "Seven Drunken Nights", su interpretación de "Finnegan's Wake" y "McAlpine's Fusiliers".
Luke Kelly fue más un baladista que Drew, encargándose el primero del Banjo de cinco cuerdas y el segundo de la guitarra. Kelly cantó muchas de las versiones tradicionales irlandesas (consideradas posteriormente como definitivas), tales como "The Black Velvet Band", "Whiskey in the jar", "Home boys Home", "The Wild Rover"; pero también hizo versiones de otros autores folk, tales como "The town I love so well", de Phil Coulter, "Dirty old town", de Ewan MacColl y "On Raglan road", escrita por el famoso poeta irlandés Patrick Kavanagh. Kavanagh conoció a Kelly en un pub y le pidió que convirtiera en canción dicho poema, lo que Kelly hizo, uniendo la letra del poema de Kavanagh con la música de una canción tradicional irlandesa llamada "The Dawning of the day" (Fáinne Geal an Lae, en gaélico). 
En 1980, a Kelly se le diagnosticó un tumor cerebral, lo que hizo que en ocasiones estuviera demasiado enfermo como para unirse a la banda en sus actuaciones. Durante el tour de la banda en Alemania, se desplomó en el escenario. Cuando Kelly estaba demasiado enfermo para cantar, era reemplazado por Seán Cannon, aunque continuó de gira con el grupo hasta dos meses antes de su muerte. Kelly murió el 30 de enero de 1984. Uno de los últimos conciertos en los que intervino fue grabado y publicado: "Live in Carré", grabado en Ámsterdam (Holanda) y publicado en 1983. En noviembre de 2004, el Ayuntamiento de Dublín aprobó por unanimidar erigir una estatua de bronce de Luke Kelly. Kelly está enterrado en el cementerio de Gasnevin, Dublín.
Ciarán Bourke fue uno de los cantantes, además de tocar la guitarra, el tin whistle y la armónica. Cantó numerosas canciones en gaélico ("Peggy Lettermor", "Preab san Ól"). En 1974, se derrumbó en el escenario después de sufrir una hemorragia cerebral. Una segunda hemorragia le dejó paralizada la mitad izquierda de su cuerpo. Bourke murió en 1988. La banda no lo reemplazó oficialmente hasta después de su muerte.
John Seahan y Bobby Lynch se unieron a la banda en 1964. Hasta entonces, habían estado tocando durante los intervalos en los conciertos del grupo y muchas veces se quedaban en escena para la segunda parte del espectáculo. Cuando Kelly se mudó a Inglaterra en 1964, Lynch le sustituyó temporalmente. Al regresar Kelly, en 1965, Lynch dejó la banda y Sheahan decidió quedarse. Según Sheahan, nunca se le pidió (ni se le ha pedido todavía) unirse oficialmente a la banda. Sheahan es el único miembro del grupo que ha tenido una educación musical formal. Lynch se suicidó en Dublín en 1982.
En 1996, Ronnie Drew dejó la banda y Paddy Reilly le reemplazó. Reilly, amigo del grupo desde hacía tiempo, había participado en varias giras con la banda en el pasado. Reilly ya era un cantante exitoso en Irlanda, con destacadas versiones de "The Fields of Athenry" y "The town I love so well".
En 2005, Paddy Reilly se mudó a los EE.UU. y Patsy Watchorn se unió al grupo. Watchorn se había hecho un nombre como miembro de "The Dublin City ramblers". Al igual que Kelly, acompaña sus canciones con un banjo de cinco cuerdas.
La banda hacía una gira europea todos los años. Una gira planeada por Dinamarca dos semanas después de la muerte de McKenna (5 de abril de 2012) continuó como estaba planeado, siendo McKenna sustituido por Gerry O'Connor. En otoño de 2012, la banda anunció su retiro definitivo para finales del año 2012, justo después del concierto en homenaje de sus 50 años en los escenarios. Sin embargo, los miembros del grupo, con la excepción de John Sheahan, tienen planeado una gira para 2012 con los posibles nombres de "Cannon, Campbell, Watchorn y O'Connor" o "The spirit of the dubliners".

## Reuniones

### 25º Aniversario
En 1987, "The Dubliners" celebraron su 25º aniversario. Grabaron un doble CD, producido por Eamonn Campbell, antiguo amigo y músico invitado. Campbell les presentó a "The Pogues" y de su colaboración surgió el éxito "The irish rover", que alcanzó el número 1 en Irlanda y el número 8 en Gran Bretaña. En 1990, su sencillo de éxito fue "Jack's Heroes/Whiskey in the Jar", de nuevo con "The Pogues", que llegó al número 63 en Gran Bretaña y a número 4 en Irlanda. Campbell, que toca la guitarra en el escenario, ha estado siempre de gira con la banda desde entonces. Christy Moore, Paddy Reilly y Jim McCann también aparecen en el CD; Moore canta un tributo a Luke Kelly y McCann canta "I loved the ground she walked upon", escrita por Phil Coulter y Ralph McTell. El año siguiente, coincidiendo con las celebraciones por los mil años de la ciudad de Dublín, RTÉ produjo un documental de una hora de duración sobre la banda y la influencia de la ciudad de Dublín en su música, titulado "The Dubliner's Dublin".

### 40º Aniversario
En 2002, la banda se reunió provisionalmente con Ronnie Drew y Jim McCann para una gira por el 40º aniversario. Realizaron una serie de apariciones en la televisión irlandesa, incluyendo la memorable actuación junto a Phil Coulter y George Murphy en RTÉ 1.
Tras la gira, Jim McCann fue diagnosticado con cáncer de gargante y, aunque se recuperó totalmente, su voz quedó severamente dañada y no ha sido capaz de cantar desde entonces. A pesar de ello, actúa a menudo como maestro de ceremonias en conciertos de música folk, especialmente en los espectáculos de reunión de "The Dubliners", y en el espectáculo de 2006 "Legends of Irish Folk" (donde tocó también la guitarra al final.

### 50º Aniversario
La banda celebró su 50º aniversario con una extensa gira de un año por Europa y la realización de un DVD grabado en directo en el "Dublin's Vicar Street". La gira continuó a pesar de la muerte del miembro fundador Barney McKenna, aunque la banda anunció que el final de la gira, que tendría lugar en los días 28-30 de diciembre (también en Vicar Street) sería el último espectáculo del grupo.

## Éxitos
"The Dubliners" llegaron a ser muy conocidos no sólo en Irlanda sino como pioneros de la música folk irlandesa en Europa y también (aunque menos exitosos) en EE.UU. Su grabación de 1967 "Seven drunken nights" y "The black velvet band" fueron grabadas en el naciente sello discográfico "Major Minor" y muy promocionadas por las estaciones de radio pirata "Radio Caroline". El resultado fue que ambas grabaciones llegaron al Top 20 de la música pop en Gran Bretaña. Un tercer sencillo, "Maids, When you're young never wed an old man" llegó al nº 43 en diciembre de 1967. Fue su último sencillo exitoso en Gran Bretaña hasta su reunión con "The Pogues" en 1987.
En 1974, Ronnie Drew decidió dejar el grupo para pasar más tiempo con su familia. Fue reemplazado por Jim McCann, que antes de unirse a la banda tenía un programa de televisión llamado "The McCann man". Es más conocido por sus interpretaciones de "Carrickfergus", "Four Green Fields" y "Lord of the dance". Permaneció con la banda hasta 1979, cuando decidió continuar con su carrera en solitario. Después de eso, Ronnie Drew se unió de nuevo al grupo. 
"The Dubliners" han recibido un amplio reconocimiento por parte de otros muchos músicos, como Bob Dylan, Roy Orbison, Jimi Hendrix y Nick Mason (batería de Pink Floyd), autoproclamados todos ellos como fanes de "The Dubliners".
En la década de 1960, The Dubliners cantaron numerosas "Rebel songs" ("Canciones de rebelión"), tales como "The old alarm clock", "The foggy dew" y "Off to Dublin in the green". Sin embargo, el conflicto en Irlanda del Norte durante los años 1970 les llevaron a retirarlas de su repertorio. En los últimos años, volvieron a tocar algunas de estas canciones.
El 8 de febrero de 2012, "The Dubliners" recibieron un "Lifetime Achievement Award" (Premio a toda una vida" en los premios de la música folk de la BBC 2.

## Los miembros
- 1962-1964: Ronnie Drew, Luke Kelly, Barney McKenna, Ciarán Bourke
- 1964-1965: Ronnie Drew, Barney McKenna, Ciarán Bourke, Bobby Lynch, John Sheahan
- 1965-1973: Ronnie Drew, Luke Kelly, Barney McKenna, Ciarán Bourke, John Sheahan
- 1973: Ronnie Drew, Luke Kelly, Barney McKenna, John Sheahan, Jim McCann
- 1973-1974: Ronnie Drew, Luke Kelly, Barney McKenna, Ciarán Bourke, John Sheahan
- 1974-1979: Luke Kelly, Barney McKenna, John Sheahan, Jim McCann
- 1979-1982: Ronnie Drew, Luke Kelly, Barney McKenna, John Sheahan
- 1982-1983: Ronnie Drew, Luke Kelly, Barney McKenna, John Sheahan, Seán Cannon
- 1983-1988: Ronnie Drew, Barney McKenna, John Sheahan, Seán Cannon
- 1988-1995: Ronnie Drew, Barney McKenna, John Sheahan, Seán Cannon, Eamonn Campbell
- 1995-2005: Barney McKenna, John Sheahan, Seán Cannon, Eamonn Campbell, Paddy Reilly
- 2005-2012: Barney McKenna, John Sheahan, Seán Cannon, Eamonn Campbell, Patsy Watchorn
- 2012: John Sheahan, Seán Cannon, Eamonn Campbell, Patsy Watchorn, Gerry O’Connor
- 2013-2014: Seán Cannon, Eamonn Campbell, Patsy Watchorn, Gerry O’Connor (como "The Dublin Legends")
- 2014-2017: Seán Cannon, Eamonn Campbell, Gerry O’Connor, Paul Watchorn (como "The Dublin Legends")
- 2017-actual: Seán Cannon, Gerry O’Connor, Paul Watchorn, Shay Kavanagh (como "The Dublin Legends")

## Discografía
- 1964 The Dubliners with Luke Kelly
- 1965 In Concert
- 1966 Finnegan Wakes
- 1967 A Drop of the Hard Stuff  (a.k.a. Seven Drunken Nights)
- 1967 More of the Hard Stuff
- 1968 Drinkin' and Courtin' (a.k.a. I Know My Love)
- 1968 At It Again (a.k.a. Seven Deadly Sins)
- 1969 Live at the Royal Albert Hall
- 1969 At Home with The Dubliners
- 1969 It's The Dubliners
- 1970 Revolution
- 1972 Hometown
- 1972 Double Dubliners (a.k.a. Alive And Well)
- 1973 Plain and Simple
- 1974 Live
- 1975 Now
- 1976 A Parcel of Rogues
- 1977 Live at Montreux
- 1977 Home, Boys, Home
- 1977 15 Years On (reassembling)
- 1979 Together Again
- 1983 21 Years On (reassembling)
- 1983 Prodigal Sons
- 1985 Live In Carré
- 1987 25 Years Celebration (reassembling)
- 1988 Dubliner's Dublin
- 1992 30 Years A-Greying (reassembling)
- 1992 Off to Dublin Green
- 1996 Further Along
- 1997 Alive Alive-O
- 1997 The Definitive Transatlantic Collection
- 1998 At their best
- 2000 Original Dubliners
- 2000 Collection (reassembling)
- 2002 The best of The Dubliners
- 2002 The Transatlantic Anthology
- 2002 40 Years (half reassembling)
- 2002 Live From The Gaiety
- 2003 Spirit of the Irish
- 2006 The Dubliners Collection (reassembling)
- 2006 Live At Vicar Street